# Museu Reza Abbasi

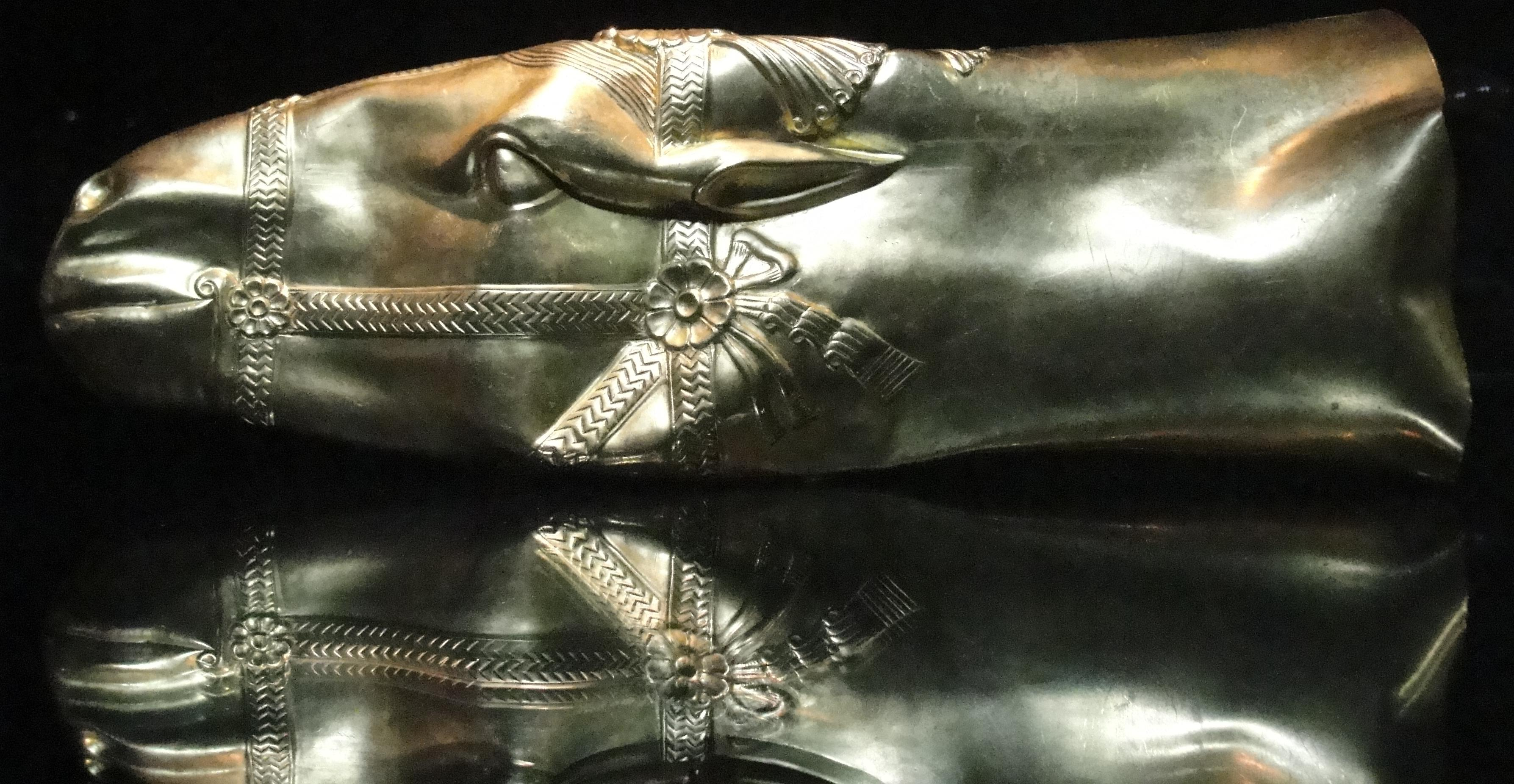
Ritão dourado de cabeça de cavalo, Império Sassânida, século VI-VII, localizado no Museu Reza Abbasi

O Museu Reza Abbasi (persa: موزه رضا عباسی) é um museu em Teerã, Irã. Está localizado em Seyed Khandan. O museu tem o nome de Reza Abbasi, um dos artistas no período safávida. O Museu Reza Abbasi é o lar de uma coleção única de arte persa que remonta ao II milênio a.C., tanto das eras pré-islâmica quanto islâmica.

## História
O Museu Reza Abbasi foi inaugurado oficialmente em setembro de 1977 sob a orientação da Rainha Farah Pahlavi, mas foi fechado em novembro de 1978. Foi reaberto um ano depois em 1979, com algumas mudanças em suas decorações internas e expansão de seu  espaço de exposição. Foi fechado novamente em 1984 devido a algumas dificuldades internas e reaberto um ano depois. Foi finalmente aberto pela quinta vez, após sua renovação em 4 de fevereiro de 2000. Atualmente, o Museu Reza Abbasi é administrado pela Organização do Patrimônio Cultural do Irã.

## Coleções
As coleções deste museu pertencem a um período que vai do II milênio a.C. ao início do século XX. As exibições são definidas de acordo com o intervalo de tempo. Há muitos objetos expostos neste museu, como artefatos feitos de argila cozida, metal e pedra desde os tempos pré-históricos até objetos de cerâmica e metal, pintura de têxteis e laca, manuscritos e jóias pertencentes ao período islâmico.

## Cursos de formação
Há também diferentes cursos de treinamento no museu, como Desenho, Caligrafia, Aguarela e Pintura a óleo.

## Queimando os documentos
Em maio de 2015, vários documentos do museu, que eram em sua maioria comunicações com o escritório da rainha Farah Diba antes de 1979, foram queimados. A questão foi revelada pela Agência de Notícias Mehr em Teerã e criou muitas críticas na mídia persa e nas redes sociais.